# Kleinbauchlitz
Kleinbauchlitz ist ein Stadtteil der Stadt Döbeln im Landkreis Mittelsachsen in Sachsen. Er wurde am 1. April 1922 eingemeindet.

## Geographie

### Geographische Lage
Kleinbauchlitz liegt westlich der Kernstadt Döbeln im Mittelsächsischen Hügelland, in der fruchtbaren Döbelner Pflege. Die Gemarkung wird im Norden von der Freiberger Mulde begrenzt. Im Zentrum von Kleinbauchlitz befindet sich der Döbelner Hauptbahnhof, wodurch sich die Siedlungsschwerpunkte von Kleinbauchlitz nördlich, östlich und südlich der Station befinden.

### Verkehr

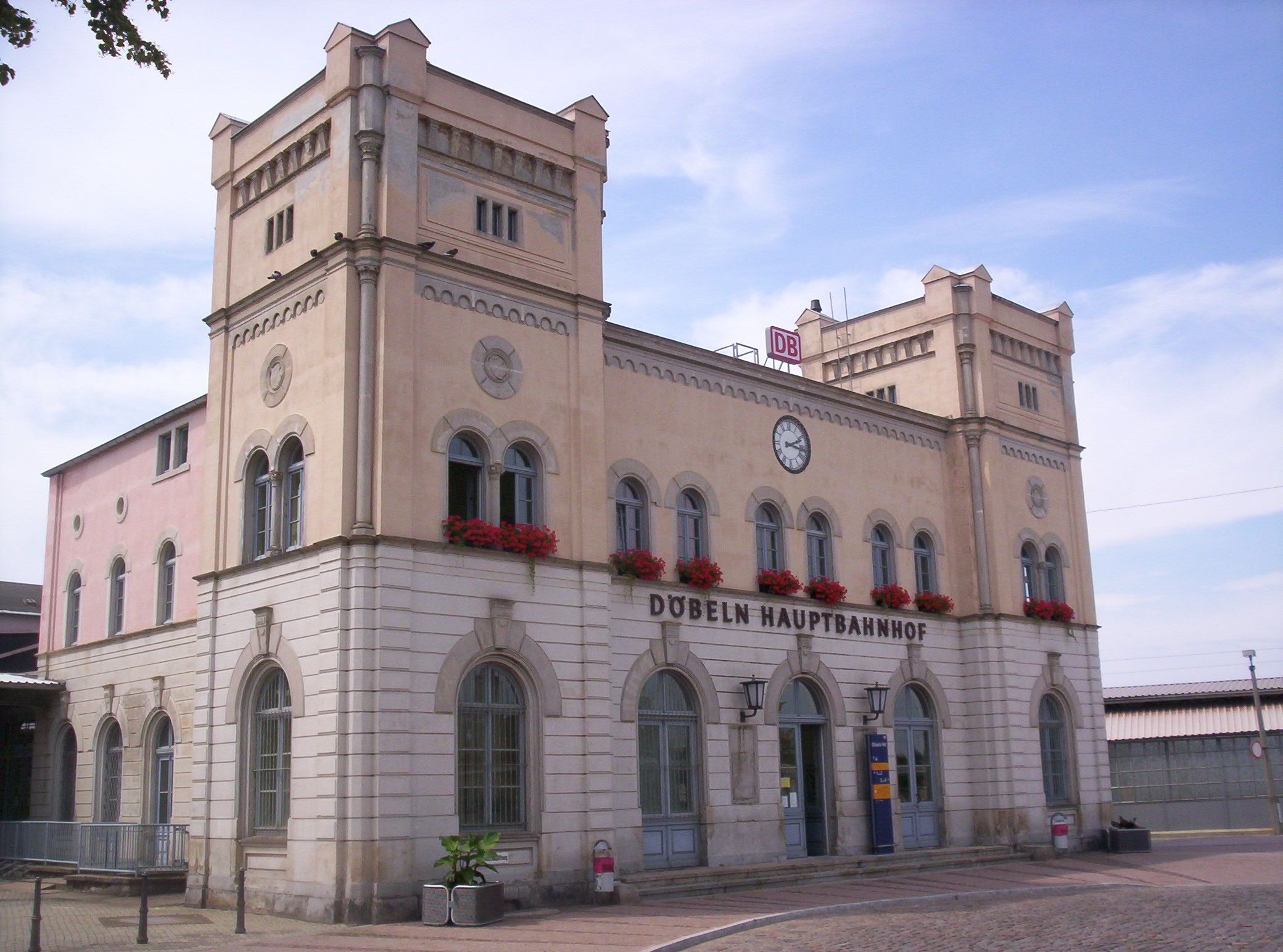
Döbeln Hbf, Empfangsgebäude

Durch Kleinbauchlitz verlaufen die B 169 und die B 175. In der Gemarkung Kleinbauchlitz befindet sich der Döbelner Hauptbahnhof. Er wurde am 2. Juni 1868 eröffnet. Er liegt an den Bahnstrecken Riesa–Chemnitz und Borsdorf–Coswig sowie an der stillgelegten Trasse der Schmalspurbahn Oschatz–Mügeln–Döbeln.

### Nachbarorte
Kleinbauchlitz grenzt an die Kernstadt Döbeln und an vier Ortsteile von Döbeln.
| Nöthschütz  | Großbauchlitz                               |        |
| Keuern      | Kompassrose, die auf Nachbargemeinden zeigt | Döbeln |
| Stockhausen | Döbeln                                      |        |

## Geschichte
Kleinbauchlitz wurde erstmals im Jahre 1378 als  Buchelicz parva, mynor erwähnt. Bezüglich der Grundherrschaft unterstand der Ort ab dem 16. Jahrhundert anteilig dem Rat zu Döbeln und dem 1551 erstmals erwähnten Rittergut Kleinbauchlitz. Dieses gehörte zu dieser Zeit der Familie von Polentz. Im 18. Jahrhundert gehörte es für eine kurze Zeit den Familien von Liebenau, von Peistel und von Schleinitz, bevor es im Jahre 1777 wieder an die Familie von Polentz fiel. Nach einem Brand im Jahre 1828 erfolgte der Neuaufbau des Gebäudes unter Christian Ernst von Polentz. Kleinbauchlitz gehörte bis 1856 zum Amtsbezirk Döbeln des kursächsischen bzw. königlich-sächsischen Amts Leisnig. Ab 1856 unterstand der Ort dem Gerichtsamt Döbeln und ab 1875 der Amtshauptmannschaft Döbeln. Kirchlich ist Kleinbauchlitz seit jeher nach Döbeln gepfarrt.
Die Bahnstrecke Riesa–Chemnitz, welche auch durch die Fluren von Kleinbauchlitz führte, wurde im Jahr 1847 eröffnet. Der Bahnhof für die Stadt Döbeln wurde allerdings zunächst im benachbarten Großbauchlitz angelegt. Erst mit dem Bau des Abschnitts Leisnig–Döbeln der Bahnstrecke Borsdorf–Coswig erfolgte in den Jahren 1867 und 1868 die Anlage des heutigen Döbelner Hauptbahnhofs auf dem Grundstück des Ritterguts Kleinbauchlitz. Die Station wurde am 2. Juni 1868 als „Station Döbeln“ eröffnet und mit Eröffnung der Haltestelle Döbeln Ost auf dem Abschnitt Döbeln–Nossen der Bahnstrecke Borsdorf–Coswig am 25. Oktober 1868 in Döbeln Hauptbahnhof umbenannt. Zwischen 1884 und 1964 schloss die Schmalspurbahn nach Mügeln mittels einer dritten Schiene bis zum Abzweig Gärtitz auch den Döbelner Bahnhof an das Wilsdruffer Netz an. Von 1892 bis 1926 fungierte die Döbelner Pferdebahn als Verbindung zwischen Hauptbahnhof und Innenstadt. Die Zuckerfabrik Döbeln wurde im Jahr 1883 von der Braunschweigischen Maschinenbausanstalt und dem Zickerickwerk in den Fluren von Kleinbauchlitz errichtet.
Kleinbauchlitz wurde gemeinsam mit Keuern und Sörmitz am 1. April 1922 nach Döbeln eingemeindet. Das landwirtschaftlich geführte Rittergut Kleinbauchlitz, welches sich nördlich des Döbelner Hauptbahnhofs befand, wurde im Jahr 1925 durch die Brüder Hälssig übernommen. Aufgrund seiner geringen Größe blieb es von der Bodenreform in der Sowjetischen Besatzungszone ab 1945 verschont. Zu Zeiten der DDR wurde das Rittergut Kleinbauchlitz als Viehannahmestelle für Schweine und Ochsen genutzt, die ins Ausland transportiert werden sollten. Die Zuckerfabrik Döbeln wurde im Jahr 1945 durch Enteignung aller Aktionäre in einen Volkseigenen Betrieb (VEB) umgewandelt. Durch die zweite Kreisreform in der DDR kam Kleinbauchlitz als Ortsteil der Stadt Döbeln im Jahr 1952 zum Kreis Döbeln im Bezirk Leipzig.
Als Stadtteil von Döbeln gehörte Kleinbauchlitz seit 1990 zum sächsischen Landkreis Döbeln, der im Jahr 2008 im Landkreis Mittelsachsen aufging. Die Zuckerfabrik Döbeln wurde aufgrund der wirtschaftlichen Umstrukturierung infolge der Deutschen Wiedervereinigung im Jahr 1990 zusammen mit 12 anderen ostdeutschen Zuckerfabriken von der Firma Südzucker übernommen. Nach der Stilllegung im Jahr 1992 erfolgte der Abriss des Gebäudes. Im Jahr 2019 wurde ein Bebauungsplan für das Gelände der ehemaligen Zuckerfabrik erstellt. Das Herrenhaus des Ritterguts Kleinbauchlitz wurde im Jahr 1997 umfassend saniert und dient nun Wohnzwecken.